# Karolinenplatz (Darmstadt)
Der Karolinenplatz ist ein öffentlicher Platz in Darmstadt. Er ist nach benannt nach der Großen Landgräfin Karoline Henriette.

## Lage

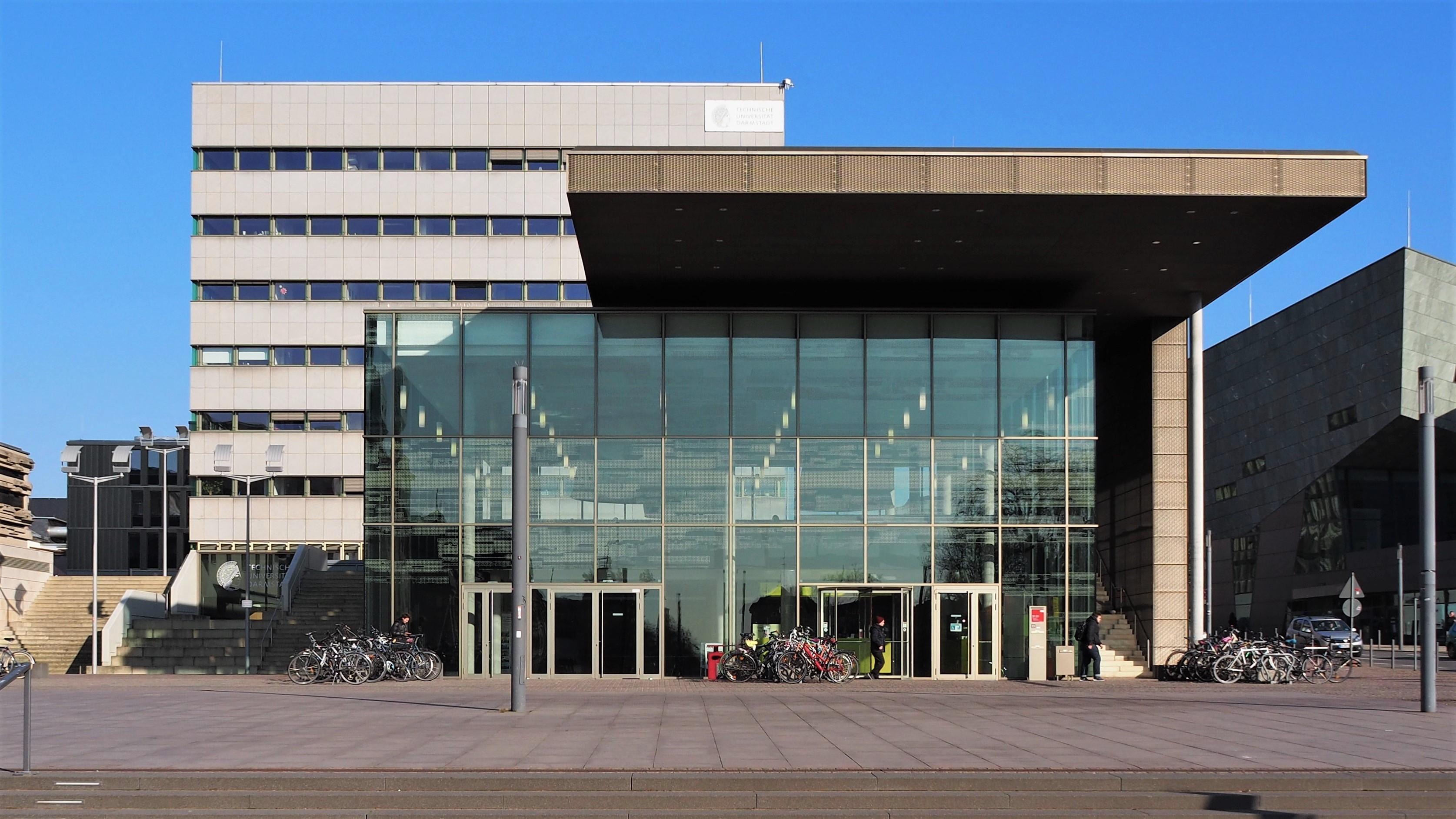
Karolinenplatz mit Sicht auf das „karo5“ und andere Gebäude der TU Darmstadt

Der Karolinenplatz liegt nördlich der Zeughausstraße (Bundesstraße 26) bzw. Alexanderstraße (Landesstraße 3094) im Darmstädter Stadtteil Stadtmitte. Nach Nordwesten wird er durch das Hessische Staatsarchiv und das Landesmuseum sowie durch den Herrngarten abgegrenzt. Östlich des Platzes gibt es ein Hotel sowie mehrere Gebäude der TU Darmstadt. Im Süden befindet sich das Residenzschloss Darmstadt sowie der Friedensplatz.

## Veranstaltungen

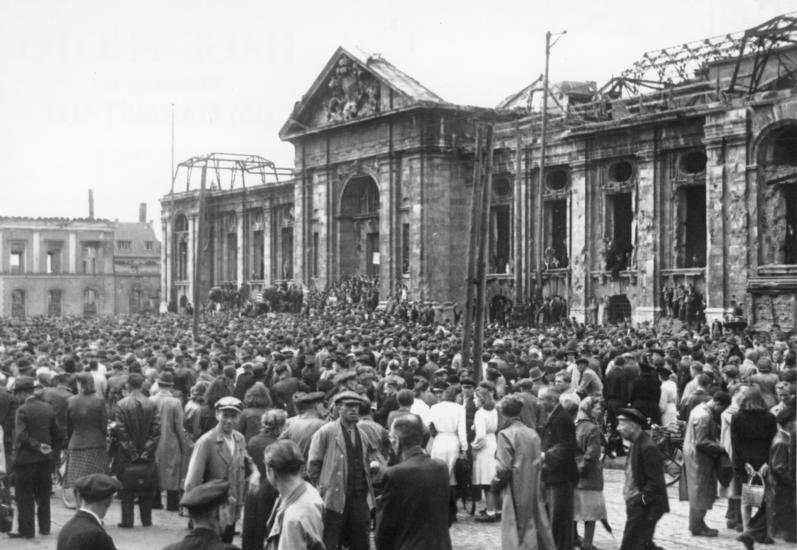
Demonstration auf dem Karolinenplatz (1948)

Es finden viele öffentliche Veranstaltungen auf dem Karolinenplatz statt. So steht auf dem Gelände zu Zeiten des Heinerfestes ein Festzelt und ein Fahrgeschäft. Während des Schlossgrabenfestes befindet sich die Hauptbühne auf dem Platz.
Am 12. August 1948 gab es eine große Protestkundgebung mit mehr als 10.000 Teilnehmern auf dem Platz, welche sich gegen die willkürliche Preiserhöhungen nach der Währungsreform richtete.
Das Relegationsspiel des SV Darmstadt 98 am 19. Mai 2014 wurde per Public Viewing auf dem Platz übertragen. Dort fand auch die große „Aufstiegsfeier“ am darauffolgenden Tag statt.
Ebenfalls wurde der Aufstieg in die Fußball-Bundesliga 2015/16 gefeiert.
Im Jahr 2019 wird der Christopher Street Day vom Riegerplatz auf den Karolinenplatz verlegt.

## Öffentliche Einrichtungen
- Hessisches Staatsarchiv Darmstadt
- Hessisches Landesmuseum Darmstadt
- Eingangsportal „karo5“ der Technischen Universität Darmstadt

## Sonstiges
Der Platz trug vor 1975 die Namen Hoftheaterplatz, Theaterplatz und Georg-Büchner-Platz.
Unter dem Karolinenplatz befindet sich eine Tiefgarage und ein Zivilschutzbunker.